# Tom Iredale
Tom Iredale est un ornithologue et un malacologiste britannique. Il est né le 24 mars 1880 à Stainburn, Workington dans le Cumberland et mort le 12 avril 1972.

## Biographie
Il commence une formation de pharmacien (1899-1901) mais il doit quitter l'Angleterre pour des raisons de santé, il souffre de tuberculose. Il devient clerc pour une société néo-zélandaise basée à Christchurch de 1902 à 1907. Cet autodidacte n'a jamais fréquenté l'université, aussi manque-t-il d'une formation traditionnelle. Ceci explique sans doute qu'il ne révise jamais ses manuscrits ou n'utilise pas de machine à écrire.
En 1908, il passe dix mois sur les lointaines îles Kermadec, au nord-est de la Nouvelle-Zélande. Il y étudie les oiseaux et devient bientôt un ornithologue réputé par le simple fait de vivre en présence de milliers d'entre eux. Il vit en chassant et en mangeant l'objet de ses études. C'est la récolte des mollusques de l'île qu'il commence à s'intéresser à leur étude. Ce séjour marque un tournant dans sa vie.
En 1909, il visite le Queensland en Australie où il récolte environ 300 espèces de chitons et d'autres mollusques. Il revient en Grande-Bretagne et travaille comme travailleur autonome pour le British Museum of Natural History de Londres en 1909-1910. Il collabore avec Gregory Macalister Mathews (1876-1949) sur son livre Birds of Australia (1911-1923). Bien qu'Iredale soit l'auteur du texte, c'est Mathews qui signe l'ouvrage.
Il se marie avec Lilian Marguerite Medland (1880-1955) le 8 juin 1923. Il illustre plusieurs de ses livres et deviendra l'une des meilleures illustratrices naturalistes d'Australie.
Il continue à travailler en histoire naturelle sous la direction de riches naturalistes comme Nathaniel Charles Rothschild (1877-1923) qui l'envoie en Hongrie récolter des puces parasitant des oiseaux. Iredale retourne en Australie en 1923 et obtient un poste de conchyliologiste à l'Australian Museum de Sydney, fonction qu'il occupe jusqu'en 1944.
Il se consacre à l'étude des coquillages et des oiseaux et s'intéresse notamment à leur écologie et la zoogéographie des espèces. Il donne de nombreux cours et écrit des articles de vulgarisation pour les journaux du pays. Grâce à ses efforts, puis de ses successeurs, la section des mollusques de l'Australian Museum est l'une des plus riches de l'hémisphère sud. Il prend sa retraite en 1944 et devient membre honoraire du muséum.
De nombreuses espèces de mollusques, de poissons et d'oiseaux lui ont été dédiées ainsi que plusieurs genres.
Il devient membre de la Royal Zoological Society of New South Wales en 1931 et la préside en 1937-1938. Il reçoit la médaille W.B. Clarke de cette société en 1959.

## Sélection d'œuvres
- Iredale, T., 'Solander as an Ornithologist' Ibis, 1913, pp. 127-135
- Iredale, T., 'John Brazier 1842-1930', Nautilus, vol. 44, 1931
- Iredale, T., 'J. R. and G. Forster, Naturalists', Emu, vol. 37, 1937, pp. 95-99
- Iredale, T. 1940. Book review. The fishes of Australia. Part I by G. P. Whitley. Proceedings of the RZS of NSW 1939-40: 41.
- Iredale, T. 1941. Book review. The molluscs of South Australia. Part II by B. C. Cotton & F. K. Godfrey. Proceedings of the RZS of NSW 1940-41: 35.
- Iredale, T. 1942. Book review. Australian Insects. An introductory handbook by Keith C. McKeown. Proceedings of the RZS of NSW 1941-42: 33-34.
- Iredale, T. 1947. Book review. Gliders of the gum trees. The most beautiful and enchanting Australian marsupials by David Fleay. Proceedings of the RZS of NSW 1947-47: 5.
- Iredale, T. 1951. Book review. Australian shells by Joyce Allan. Proceedings of the RZS of NSW 1949-50: 73-74.
- Iredale, T. 1958. Book review. Cowry Shells of World Seas by Joyce Allan. Proceedings of the RZS of NSW 1956-57: 95-96.
- Birds of Paradise and Bower Birds (1950)
- Birds of New Guinea, 1956 (Vol.1, 2), Illustrated with 35 plates in colour figuring 347 birds by Lilian Medland
- Iredale, T., 'John (William) Brazier', Proceedings of the Royal Zoological Society of New South Wales, 1956, p. 105
- Iredale, T., 'Broinowski's Birds and Mammals of Australia', Proceedings of the Royal Zoological Society of New South Wales, 1956
- Iredale, T., 'Scientific Societies in Australia. The Sydney University Chemical Society', The Royal Australian Chemical Institute Proceedings, vol. 27, 1960, p. 216-217
- Iredale, T. and Whitley, G.P., 'Sir William Dennison as a Conchologist', Proceedings of the Royal Zoological Society of New South Wales, 1964, p. 27-30
- Iredale, T., 'Charles Hedley', Proceedings of the Royal Zoological Society of New South Wales, vol. 88, 1967, p. 26-31